# Mario Cattarini
Mario Cattarini, (nacido el 28 de febrero de 1922 en Trieste, Italia) fue un jugador de baloncesto italiano. Fue medalla de plata con Italia en el Eurobasket de Suiza 1946.

## Trayectoria
- Triestina (1939-1940)

## Palmarés
- LEGA: 2

Ginn. Triestina: 1939-1940, 1940-1941